# Corumbaíba
Corumbaíba é um município brasileiro do interior do estado de Goiás, Região Centro-Oeste do país. Sua população, estimada pelo Instituto Brasileiro de Geografia e Estatística (IBGE) em 2017, era de 9 332 habitantes.

## Política
Em 2020, Sebastião Rodrigues Gomes Filho (PODEMOS) foi eleito o mais novo prefeito da cidade obtendo a vitória sobre o ex-prefeito Wisner Araújo (PP). Ele teve 53,07% dos votos dados a todos os candidatos e derrotou Wisner, que ficou em segundo lugar com 46,93%.

## Economia
A principal atividade econômica do município é a agroindústria, cuja pecuária leiteira tem papel de destaque. O comércio de bens e serviço também são atividades significativas. O produto interno bruto de 2004 foi de pouco menos de 130 milhões de reais (em valores da época), apresentando a seguinte divisão por setores produtivos: 24% no setor primário, 44.4% no setor secundário e 31,6% no setor terciário. No mesmo ano, o PIB per capita foi de 17.916 reais, sendo a soma dos impostos pagos pelos munícipes no ano de 13.663 mil reais. A principal indústria instalada na cidade é a fábrica de laticínios Italac que proporcionou a criação de várias vagas de emprego para a população. Em 2005 a produção agropecuária do município foi a seguinte:
| Bovinos                                                    | 137.868 cabeças   |
| Suínos                                                     | 5.757 cabeças     |
| Eqüinos                                                    | 3.141 cabeças     |
| Galinhas                                                   | 13.336 cabeças    |
| Galos                                                      | 23.872 cabeças    |
| Vacas                                                      | 19.498 cabeças    |
| Leite                                                      | 19.356 mil litros |
| Algodão                                                    | 1.512 toneladas   |
| Coco                                                       | 360 mil frutos    |
| Milho                                                      | 3.510 toneladas   |
| Soja                                                       | 3.880 toneladas   |
| Principais produtos agropecuários de Catalão IBGE em 2005. |                   |